# Deniya montana
Deniya montana là một loài tò vò trong họ Ichneumonidae.